# 嘉瀬村 (佐賀県)
嘉瀬村（かせむら）は、佐賀県佐賀郡にあった村。現在の佐賀市の一部にあたる。

## 地理
佐賀平野の中南部、嘉瀬川の下流東岸に位置していた。
- 海洋：有明海[2]

## 歴史
- 1889年（明治22年）4月1日、町村制の施行により、佐賀郡荻野村、中原村、十五村、八戸村（一部、扇町）が合併して村制施行し、嘉瀬村が発足[1][2]。旧村名を継承した荻野・中原・十五の3大字と扇町を加えた4大字を編成[2]。
- 1894年（明治27年）嘉瀬駐在所開設[2]
- 1954年（昭和29年）3月31日、佐賀市に編入され廃止[1][2]。

## 産業
- 農業、商業、工業[2]

## 交通

### 鉄道
1891年（明治24年）九州鉄道長崎線（現長崎本線）が大字荻野を通った。

### 乗合バス
- 1926年（大正15年）肥筑自動車（のち祐徳バスに移譲）が諸富 – 佐賀 – 祐徳稲荷神社間の定期バスを運行[2]。
- 1937年（昭和12年）佐賀市営バスが嘉瀬村行の路線を運行[2]。

## 教育
- 1890年（明治23年）荻野小学校、嘉瀬小学校を統合し嘉瀬尋常小学校となる[2]。1892年（明治25年）久保田・嘉瀬・鍋島3村組合立の青藍高等小学校を開校し、1912年（大正元年）解散した[2]。嘉瀬尋常小学校は、1922年（大正11年）嘉瀬尋常高等小学校、1941年（昭和16年）嘉瀬国民学校、1947年（昭和22年）嘉瀬小学校と変遷した[2]。